# Верхняя Конинская
Верхняя Конинская — река в России, протекает в Омутнинском районе Кировской области. Устье реки находится в 1249 км по левому берегу реки Вятки. Длина реки составляет 12 км.
Исток реки в 9 км к юго-востоку от центра города Омутнинск у нежилой деревни Марков Лог. Река течёт на северо-восток по ненаселённому лесу, приток — Полуденная (правый). Впадает в Вятку у нежилой деревни Конинская ниже деревни Аникинцы (Залазнинское сельское поселение).

## Данные водного реестра
По данным государственного водного реестра России относится к Камскому бассейновому округу, водохозяйственный участок реки — Вятка от истока до города Киров, без реки Чепца, речной подбассейн реки — Вятка. Речной бассейн реки — Кама.
Код объекта в государственном водном реестре — 10010300212111100029805.